# Coccinia keayana
Coccinia keayana là một loài thực vật có hoa trong họ Cucurbitaceae. Loài này được R.Fern. mô tả khoa học đầu tiên năm 1959.